# Нерпичья (бухта, Магаданская область)
Не́рпичья — бухта на севере Охотского моря в северной части залива Одян.

## География
Расположена на севере залива Одян. Восточным входным мысом является Нерпичий. На севере в бухту впадает река Нюрчан (Болькю), в которую с запада вблизи бухты впадает река Северный Анмандыкан. На побережье также находится бывший посёлок Нюрчан. В западной части бухты расположено устье реки Чагдандыкчан.
Средняя величина прилива — 4 метра.